# إتش. جي. فرنسيس
إتش. جي. فرنسيس (بالألمانية: H. G. Francis)‏ (و. 1936 – 2011 م) هو مؤلف، وكاتب، وكاتب خيال علمي ألماني، ولد في إتسهويه، توفي في هامبورغ، عن عمر يناهز 75 عاماً.

## روابط خارجية
- إتش. جي. فرنسيس على موقع ميوزك برينز (الإنجليزية)
- إتش. جي. فرنسيس على موقع ديسكوغز (الإنجليزية)
- إتش. جي. فرنسيس على موقع ديسكوغز (الإنجليزية)